# Guilherme Garcês da Gasconha
Guilherme Garcês da Gasconha também Guillaume Garces ou Guillermo Garcés  (? - 960) foi um nobre da França medieval tendo herdado de seu pai vários territórios condais, nomeadamente o condado de Fezensac que recebeu em 926 e o condado de Armagnac.

## Relações familiares
Foi filho de Garcia Sanchez da Gasconha (? — c. 930) "o Curvado" e de Aminiona de Angolema, filha de Vulgrino I de Angolema, Conde de Angolema e de Sancha de Toulouse. Foi casado com Gracinda de Ruergue, filha do conde de Toulouse e de Ruergue, Raimundo II de Tolosa e Ruergue, de quem teve:
1. Odo de Fezensac (? - c. 985), foi o sucessor de seu pai no condado de Fezensac.
2. Bernardo de Armagnac (fr) (? - c. 995), recebeu o condado de Armagnac.
3. Fredelon de Gause, recebeu o condado de Gause.
4. Garsinda da Gasconha, foi casada com Raimundo II de Ribagorza.